# Suytic
Suytic är en ort i Mexiko.   Den ligger i kommunen Mitontic och delstaten Chiapas, i den sydöstra delen av landet, 800 km öster om huvudstaden Mexico City. Suytic ligger 2 070 meter över havet och antalet invånare är 132.
Terrängen runt Suytic är huvudsakligen kuperad, men österut är den bergig. Runt Suytic är det tätbefolkat, med 319 invånare per kvadratkilometer. Närmaste större samhälle är San Cristóbal de las Casas, 18,7 km sydväst om Suytic. I omgivningarna runt Suytic växer i huvudsak städsegrön lövskog.